# Élections législatives de 2022 dans le Var
Les élections législatives françaises de 2022 dans le Var se déroulent les 12 et 19 juin 2022. Dans le département, huit députés sont à élire dans le cadre de huit circonscriptions.

## Résultats de l'élection présidentielle de 2022 par circonscription
| Circonscription | 1er tour | 1er tour | 1er tour  |         | 2d tour | 2d tour |
| Circonscription | Macron   | Le Pen   | Mélenchon | Macron  | Le Pen  |         |
| --------------- | -------- | -------- | --------- | ------- | ------- | ------- |
| Circonscription |          |          |           |         |         |         |
| 1re             | 25,38 %  | 23,73 %  | 18,72 %   | 51,76 % | 48,24 % |         |
| 2e              | 23,00 %  | 30,41 %  | 16,79 %   | 44,97 % | 55,03 % |         |
| 3e              | 26,27 %  | 27,70 %  | 14,44 %   | 48,69 % | 51,31 % |         |
| 4e              | 24,07 %  | 32,16 %  | 12,40 %   | 42,88 % | 57,12 % |         |
| 5e              | 24,49 %  | 33,00 %  | 12,38 %   | 44,84 % | 55,16 % |         |
| 6e              | 21,94 %  | 33,33 %  | 14,67 %   | 41,16 % | 58,84 % |         |
| 7e              | 24,79 %  | 28,72 %  | 15,64 %   | 47,28 % | 52,72 % |         |
| 8e              | 21,28 %  | 32,66 %  | 15,92 %   | 41,33 % | 58,67 % |         |

## Système électoral
Les élections législatives ont lieu au scrutin uninominal majoritaire à deux tours dans des circonscriptions uninominales.
Est élu au premier tour le candidat qui réunit la majorité absolue des suffrages exprimés et un nombre de voix au moins égal au quart (25 %) des électeurs inscrits dans la circonscription. Si aucun des candidats ne satisfait ces conditions, un second tour est organisé entre les candidats ayant réuni un nombre de voix au moins égal à un huitième des inscrits (12,5 %) ; les deux candidats arrivés en tête du premier tour se maintiennent néanmoins par défaut si un seul ou aucun d'entre eux n'a atteint ce seuil. Au second tour, le candidat arrivé en tête est déclaré élu.
Le seuil de qualification basé sur un pourcentage du total des inscrits et non des suffrages exprimés rend plus difficile l'accès au second tour lorsque l'abstention est élevée. Le système permet en revanche l'accès au second tour de plus de deux candidats si plusieurs d'entre eux franchissent le seuil de 12,5 % des inscrits. Les candidats en lice au second tour peuvent ainsi être trois, un cas de figure appelé « triangulaire ». Les second tours où s'affrontent quatre candidats, appelés « quadrangulaire » sont également possibles, mais beaucoup plus rares.

### Partis et nuances
Les résultats des élections sont publiés en France par le ministère de l'Intérieur, qui classe les partis en leur attribuant des nuances politiques. Ces dernières sont décidées par les préfets, qui les attribuent indifféremment de l'étiquette politique déclarée par les candidats, qui peut être celle d'un parti ou une candidature sans étiquette.
En 2022, seules les coalitions Ensemble (ENS) et Nouvelle Union populaire écologique et sociale (NUP), ainsi que le Parti radical de gauche (RDG), l'Union des démocrates et indépendants (UDI), Les Républicains (LR), le Rassemblement national (RN) et Reconquête (REC) se voient attribuer  une nuance propre,,.
Tous les autres partis se voient attribuer l'une ou l'autre des nuances suivantes : DXG (divers extrême gauche), DVG (divers gauche), ECO (écologiste), REG (régionaliste), DVC (divers centre), DVD (divers droite), DSV (droite souverainiste) et DXD (divers extrême droite). Des partis comme Debout la France ou Lutte ouvrière ne disposent ainsi pas de nuance propre, et leurs résultats nationaux ne sont pas publiés séparément par le ministère, car mélangés avec d'autres partis (respectivement dans les nuances DSV et DXG),.

## Résultats

### Élus
| Circonscription | Député sortant             | Parti | Parti | Député élu ou réélu | Parti | Parti |
| --- | -------------------------- | ----- | ----- | ------------------- | ----- | ----- |
| 1re | Geneviève Levy**           |       | HOR   | Yannick Chenevard   |       | LREM  |
| 2e | Cécile Muschotti*          |       | LREM  | Laure Lavalette     |       | RN    |
| 3e | Édith Audibert**           |       | LR    | Stéphane Rambaud    |       | RN    |
| 4e | Sereine Mauborgne          |       | LREM  | Philippe Lottiaux   |       | RN    |
| 5e | Philippe Michel-Kleisbauer |       | MoDem | Julie Lechanteux    |       | RN    |
| 6e | Valérie Gomez-Bassac       |       | LREM  | Frank Giletti       |       | RN    |
| 7e | Émilie Guerel**            |       | LREM  | Frédéric Boccaletti |       | RN    |
| 8e | Fabien Matras              |       | LREM  | Philippe Schreck    |       | RN    |
| * députée sortante se représente en 2022 dans une autre circonscription. ** députée sortante ne se représentant pas en 2022. |                            |       |       |                     |       |       |

### Résultats à l'échelle du département

#### Résultats par coalition
| Parti et coalition                                           | Parti et coalition                                           | Parti et coalition                            | Premier tour | Premier tour | Premier tour | Second tour   | Second tour   | Second tour | Total Sièges | +/-           |  |
| Parti et coalition                                           | Parti et coalition                                           | Parti et coalition                            | Voix         | %            | Sièges       | Voix          | %             | Sièges      | Total Sièges | +/-           |  |
| ------------------------------------------------------------ | ------------------------------------------------------------ | --------------------------------------------- | ------------ | ------------ | ------------ | ------------- | ------------- | ----------- | ------------ | ------------- |  |
|                                                              | Rassemblement national (RN)                                  | Rassemblement national (RN)                   | 111 820      | 29,82        | 0            | 184 720       | 53,12         | 7           | 7            | 7             |  |
|                                                              |                                                              | La République en marche (LREM)                | 64 047       | 17,08        | 0            | 102 456       | 29,46         | 1           | 1            | 4             |  |
|                                                              | Sans étiquette                                               | 13 877                                        | 3,70         | 0            | 22 921       | 6,59          | 0             | 0           | Nv           |               |  |
|                                                              | Mouvement démocrate (MoDem)                                  | 12 355                                        | 3,30         | 0            | 19 142       | 5,50          | 0             | 0           | 1            |               |  |
|                                                              | Horizons (H)                                                 | 11 203                                        | 2,99         | 0            | 18 504       | 5,32          | 0             | 0           | Nv           |               |  |
| Total Ensemble (ENS)                                         | Total Ensemble (ENS)                                         | 101 482                                       | 27,07        | 0            | 163 023      | 46,88         | 1             | 1           | 5            |               |  |
|                                                              |                                                              | La France insoumise (LFI)                     | 28 087       | 7,49         | 0            |               |               |             | 0            | en stagnation |  |
|                                                              | Parti communiste français (PCF)                              | 10 289                                        | 2,74         | 0            | 0            | en stagnation |               |             |              |               |  |
|                                                              | Parti socialiste (PS)                                        | 8 127                                         | 2,17         | 0            | 0            | en stagnation |               |             |              |               |  |
|                                                              | Parti ouvrier indépendant (POI)                              | 7 311                                         | 1,95         | 0            | 0            | en stagnation |               |             |              |               |  |
|                                                              | Génération écologie (GÉ)                                     | 6 830                                         | 1,82         | 0            | 0            | Nv            |               |             |              |               |  |
| Total Nouvelle Union populaire écologique et sociale (NUPES) | Total Nouvelle Union populaire écologique et sociale (NUPES) | 60 644                                        | 16,17        | 0            | 0            | en stagnation |               |             |              |               |  |
|                                                              |                                                              | Reconquête (REC)                              | 32 018       | 8,54         | 0            | 0             | Nv            |             |              |               |  |
|                                                              | Centre national des indépendants et paysans (CNIP)           | 4 657                                         | 1,24         | 0            | 0            | Nv            |               |             |              |               |  |
|                                                              | Via, la voie du peuple (VIA)                                 | 4 366                                         | 1,16         | 0            | 0            | en stagnation |               |             |              |               |  |
| Total Reconquête et alliés (REC)                             | Total Reconquête et alliés (REC)                             | 41 041                                        | 10,95        | 0            | 0            | en stagnation |               |             |              |               |  |
|                                                              |                                                              | Les Républicains (LR)                         | 27 106       | 7,23         | 0            | 0             | 2             |             |              |               |  |
| Total Union de la droite et du centre (UDC)                  | Total Union de la droite et du centre (UDC)                  | 27 106                                        | 7,23         | 0            | 0            | 2             |               |             |              |               |  |
|                                                              | Écologie au centre (ÉAC)                                     | Écologie au centre (ÉAC)                      | 7 097        | 1,89         | 0            | 0             | en stagnation |             |              |               |  |
|                                                              |                                                              | Mouvement hommes animaux nature (MHAN)        | 2 499        | 0,67         | 0            | 0             | en stagnation |             |              |               |  |
|                                                              | Mouvement écologiste indépendant (MEI)                       | 2 021                                         | 0,54         | 0            | 0            | Nv            |               |             |              |               |  |
|                                                              | Le Trèfle - Les nouveaux écologistes (LT-LNÉ)                | 1 365                                         | 0,36         | 0            | 0            | en stagnation |               |             |              |               |  |
| Total Tous unis pour le vivant (TUPV)                        | Total Tous unis pour le vivant (TUPV)                        | 5 885                                         | 1,57         | 0            | 0            | en stagnation |               |             |              |               |  |
|                                                              |                                                              | Debout la France (DLF)                        | 2 141        | 0,57         | 0            | 0             | en stagnation |             |              |               |  |
|                                                              | Les Patriotes (LP)                                           | 1 917                                         | 0,51         | 0            | 0            | Nv            |               |             |              |               |  |
|                                                              | Génération Frexit (GF)                                       | 814                                           | 0,22         | 0            | 0            | Nv            |               |             |              |               |  |
| Total Union pour la France (UPF)                             | Total Union pour la France (UPF)                             | 4 872                                         | 1,30         | 0            | 0            | en stagnation |               |             |              |               |  |
|                                                              | Parti animaliste (PA)                                        | Parti animaliste (PA)                         | 4 579        | 1,22         | 0            | 0             | en stagnation |             |              |               |  |
|                                                              | Lutte ouvrière (LO)                                          | Lutte ouvrière (LO)                           | 2 351        | 0,63         | 0            | 0             | en stagnation |             |              |               |  |
|                                                              |                                                              | Oui la Provence (OP)                          | 2 077        | 0,55         | 0            | 0             | Nv            |             |              |               |  |
| Total Régions et peuples solidaires (R&PS)                   | Total Régions et peuples solidaires (R&PS)                   | 2 077                                         | 0,55         | 0            | 0            | Nv            |               |             |              |               |  |
|                                                              |                                                              | Construisons notre bonheur (CNB)              | 1 549        | 0,41         | 0            | 0             | Nv            |             |              |               |  |
| Total Convergence RIC (CRIC)                                 | Total Convergence RIC (CRIC)                                 | 1 549                                         | 0,41         | 0            | 0            | Nv            |               |             |              |               |  |
|                                                              | Le Mouvement de la ruralité (LMR)                            | Le Mouvement de la ruralité (LMR)             | 1 100        | 0,29         | 0            | 0             | Nv            |             |              |               |  |
|                                                              | Dissidents NUPES                                             | Dissidents NUPES                              | 972          | 0,26         | 0            | 0             | Nv            |             |              |               |  |
|                                                              | Le Peuple de France (PDF)                                    | Le Peuple de France (PDF)                     | 769          | 0,21         | 0            | 0             | Nv            |             |              |               |  |
|                                                              | Parti ouvrier indépendant démocratique (POID)                | Parti ouvrier indépendant démocratique (POID) | 213          | 0,06         | 0            | 0             | Nv            |             |              |               |  |
|                                                              |                                                              | Alliance centriste (AC)                       | 0            | 0,00         | 0            | 0             | Nv            |             |              |               |  |
| Total Les écologistes avec la majorité présidentielle (ÉMP)  | Total Les écologistes avec la majorité présidentielle (ÉMP)  | 0                                             | 0,00         | 0            | 0            | Nv            |               |             |              |               |  |
|                                                              | Autres partis                                                | Autres partis                                 | 580          | 0,15         | 0            | 0             | en stagnation |             |              |               |  |
|                                                              | Sans étiquette (SE)                                          | Sans étiquette (SE)                           | 793          | 0,21         | 0            | 0             | en stagnation |             |              |               |  |
|                                                              |                                                              |                                               |              |              |              |               |               |             |              |               |  |
| Suffrages exprimés                                           | Suffrages exprimés                                           | Suffrages exprimés                            | 374 930      | 98,25        |              | 347 743       | 93,96         |             |              |               |  |
| Votes blancs                                                 | Votes blancs                                                 | Votes blancs                                  | 4 847        | 1,27         | 16 635       | 4,49          |               |             |              |               |  |
| Votes nuls                                                   | Votes nuls                                                   | Votes nuls                                    | 1 820        | 0,48         | 5 719        | 1,55          |               |             |              |               |  |
| Total                                                        | Total                                                        | Total                                         | 381 597      | 100          | 0            | 370 097       | 100           | 8           | 8            | en stagnation |  |
| Abstentions                                                  | Abstentions                                                  | Abstentions                                   | 443 202      | 53,73        |              | 454 826       | 55,14         |             |              |               |  |
| Inscrits/Participation                                       | Inscrits/Participation                                       | Inscrits/Participation                        | 824 799      | 46,27        | 824 923      | 44,86         |               |             |              |               |  |

#### Résultats par nuance
| Nuance                 | Nuance                                         | Nuance                 | Premier tour | Premier tour | Premier tour | Second tour | Second tour   | Second tour | Total Sièges | +/-           |
| Nuance                 | Nuance                                         | Nuance                 | Voix         | %            | Sièges       | Voix        | %             | Sièges      | Total Sièges | +/-           |
| ---------------------- | ---------------------------------------------- | ---------------------- | ------------ | ------------ | ------------ | ----------- | ------------- | ----------- | ------------ | ------------- |
|                        | Rassemblement national                         | RN                     | 111 820      | 29,82        | 0            | 184 720     | 53,12         | 7           | 7            | 7             |
|                        | Ensemble !                                     | ENS                    | 101 482      | 27,07        | 0            | 163 023     | 46,88         | 1           | 1            | 5             |
|                        | Nouvelle Union populaire écologique et sociale | NUP                    | 60 644       | 16,17        | 0            |             |               |             | 0            | en stagnation |
|                        | Reconquête                                     | REC                    | 41 041       | 10,95        | 0            | 0           | Nv            |             |              |               |
|                        | Les Républicains                               | LR                     | 27 106       | 7,23         | 0            | 0           | 2             |             |              |               |
|                        | Écologiste                                     | ECO                    | 17 466       | 4,66         | 0            | 0           | en stagnation |             |              |               |
|                        | Droite souverainiste                           | DSV                    | 4 872        | 1,30         | 0            | 0           | en stagnation |             |              |               |
|                        | Divers                                         | DIV                    | 2 649        | 0,71         | 0            | 0           | en stagnation |             |              |               |
|                        | Divers extrême gauche                          | DXG                    | 2 351        | 0,63         | 0            | 0           | en stagnation |             |              |               |
|                        | Régionalistes                                  | REG                    | 2 077        | 0,55         | 0            | 0           | en stagnation |             |              |               |
|                        | Divers gauche                                  | DVG                    | 1 185        | 0,32         | 0            | 0           | en stagnation |             |              |               |
|                        | Divers droite                                  | DVD                    | 793          | 0,21         | 0            | 0           | en stagnation |             |              |               |
|                        | Divers extrême droite                          | DXD                    | 769          | 0,21         | 0            | 0           | en stagnation |             |              |               |
|                        | Divers centre                                  | DVC                    | 675          | 0,18         | 0            | 0           | Nv            |             |              |               |
|                        |                                                |                        |              |              |              |             |               |             |              |               |
| Suffrages exprimés     | Suffrages exprimés                             | Suffrages exprimés     | 374 930      | 98,25        |              | 347 743     | 93,96         |             |              |               |
| Votes blancs           | Votes blancs                                   | Votes blancs           | 4 847        | 1,27         | 16 635       | 4,49        |               |             |              |               |
| Votes nuls             | Votes nuls                                     | Votes nuls             | 1 820        | 0,48         | 5 719        | 1,55        |               |             |              |               |
| Total                  | Total                                          | Total                  | 381 597      | 100          | 0            | 370 097     | 100           | 8           | 8            | en stagnation |
| Abstentions            | Abstentions                                    | Abstentions            | 443 202      | 53,73        |              | 454 826     | 55,14         |             |              |               |
| Inscrits/Participation | Inscrits/Participation                         | Inscrits/Participation | 824 799      | 46,27        | 824 923      | 44,86       |               |             |              |               |

### Cartes

Nuance politique des candidats arrivés en tête dans chaque commune au 1er tour.
Nuance politique des candidats arrivés en tête dans chaque commune au 2e tour.

### Résultats par circonscription

#### Première circonscription
Députée sortante : Geneviève Levy (Les Républicains).
| Candidat                 | Candidat                 | Parti et coalition       | Nuance                   | Premier tour | Premier tour | Second tour | Second tour |
| Candidat                 | Candidat                 | Parti et coalition       | Nuance                   | Voix         | %            | Voix        | %           |
| ------------------------ | ------------------------ | ------------------------ | ------------------------ | ------------ | ------------ | ----------- | ----------- |
|                          | Yannick Chenevard        | LREM (ENS)               | ENS                      | 10 222       | 31,00        | 15 649      | 53,49       |
|                          | Amaury Navarranne        | RN                       | RN                       | 8 097        | 24,56        | 13 606      | 46,51       |
|                          | Eric Habouzit            | LFI (NUPES)              | NUP                      | 6 477        | 19,65        |             |             |
|                          | Philippe Héno            | REC                      | REC                      | 3 464        | 10,51        |             |             |
|                          | Philippe Vitel           | LR (UDC)                 | LR                       | 2 190        | 6,64         |             |             |
|                          | Marie Gianolzo           | EAC                      | ECO                      | 932          | 2,83         |             |             |
|                          | Françoise Benoit-Lizon   | PA                       | ECO                      | 654          | 1,98         |             |             |
|                          | Déborah Duponchel        | DLF (UPF)                | DSV                      | 437          | 1,33         |             |             |
|                          | Caroll Boulanger         | CNB (CRIC)               | DIV                      | 288          | 0,87         |             |             |
|                          | Marie-Renée Balty        | LO                       | DXG                      | 208          | 0,63         |             |             |
|                          |                          |                          |                          |              |              |             |             |
| Votes valides            | Votes valides            | Votes valides            | Votes valides            | 32 969       | 98,40        | 29 255      | 93,48       |
| Votes blancs             | Votes blancs             | Votes blancs             | Votes blancs             | 417          | 1,24         | 1 615       | 5,16        |
| Votes nuls               | Votes nuls               | Votes nuls               | Votes nuls               | 119          | 0,36         | 426         | 1,36        |
| Total                    | Total                    | Total                    | Total                    | 33 505       | 100          | 31 296      | 100         |
| Abstention               | Abstention               | Abstention               | Abstention               | 38 750       | 53,63        | 40 984      | 56,70       |
| Inscrits / participation | Inscrits / participation | Inscrits / participation | Inscrits / participation | 72 255       | 46,37        | 72 280      | 43,30       |

#### Deuxième circonscription
Députée sortante : Cécile Muschotti (La République en marche).
| Candidat                 | Candidat                 | Parti et coalition       | Nuance                   | Premier tour | Premier tour | Second tour | Second tour |
| Candidat                 | Candidat                 | Parti et coalition       | Nuance                   | Voix         | %            | Voix        | %           |
| ------------------------ | ------------------------ | ------------------------ | ------------------------ | ------------ | ------------ | ----------- | ----------- |
|                          | Laure Lavalette          | RN                       | RN                       | 12 595       | 30,86        | 19 756      | 51,64       |
|                          | Ange Musso               | H (ENS)                  | ENS                      | 11 203       | 27,45        | 18 504      | 48,36       |
|                          | Isaline Cornil           | POI (NUPES)              | NUP                      | 7 311        | 17,91        |             |             |
|                          | Aline Bertrand           | REC                      | REC                      | 3 252        | 7,97         |             |             |
|                          | Julien Argento           | LR (UDC)                 | LR                       | 2 566        | 6,29         |             |             |
|                          | Alexandra Perreto        | EAC                      | ECO                      | 722          | 1,77         |             |             |
|                          | Laurent Boissin          | MEI - PN (TUPV)          | ECO                      | 637          | 1,56         |             |             |
|                          | Pierre Blanc             | PA                       | ECO                      | 599          | 1,47         |             |             |
|                          | Myriam Fournier          | LP (UPF)                 | DSV                      | 500          | 1,22         |             |             |
|                          | Alexandre Juving-Brunet  | PDF                      | DXD                      | 484          | 1,19         |             |             |
|                          | Jean-Claude Goni         | CNB (CRIC)               | DIV                      | 400          | 0,98         |             |             |
|                          | Claire Gago-Chidaine     | OP (RPS)                 | REG                      | 286          | 0,70         |             |             |
|                          | Jean-Michel Ghiotto      | LO                       | DXG                      | 263          | 0,64         |             |             |
|                          |                          |                          |                          |              |              |             |             |
| Votes valides            | Votes valides            | Votes valides            | Votes valides            | 40 818       | 98,04        | 38 260      | 94,07       |
| Votes blancs             | Votes blancs             | Votes blancs             | Votes blancs             | 634          | 1,52         | 1 837       | 4,52        |
| Votes nuls               | Votes nuls               | Votes nuls               | Votes nuls               | 182          | 0,44         | 574         | 1,41        |
| Total                    | Total                    | Total                    | Total                    | 41 634       | 100          | 40 671      | 100         |
| Abstention               | Abstention               | Abstention               | Abstention               | 50 866       | 54,99        | 51 841      | 56,04       |
| Inscrits / participation | Inscrits / participation | Inscrits / participation | Inscrits / participation | 92 500       | 45,01        | 92 512      | 43,96       |

#### Troisième circonscription
Députée sortante : Édith Audibert (Les Républicains), élue en 2022 comme suppléante de Jean-Louis Masson (Les Républicains).
| Candidat                 | Candidat                 | Parti et coalition       | Nuance                   | Premier tour | Premier tour | Second tour | Second tour |
| Candidat                 | Candidat                 | Parti et coalition       | Nuance                   | Voix         | %            | Voix        | %           |
| ------------------------ | ------------------------ | ------------------------ | ------------------------ | ------------ | ------------ | ----------- | ----------- |
|                          | Isabelle Monfort,        | SE (ENS)                 | ENS                      | 13 877       | 27,78        | 22 921      | 49,58       |
|                          | Stéphane Rambaud         | RN                       | RN                       | 13 503       | 27,03        | 23 307      | 50,42       |
|                          | Julia Peironet Bremond   | PS (NUPES)               | NUP                      | 8 127        | 16,27        |             |             |
|                          | Valérie Rialland         | LR (UDC)                 | LR                       | 5 503        | 11,02        |             |             |
|                          | Salomé Benyamin          | REC                      | REC                      | 4 080        | 8,17         |             |             |
|                          | Michel Grégoire          | EAC                      | ECO                      | 941          | 1,88         |             |             |
|                          | Olivier Calabro          | SE                       | DVD                      | 793          | 1,59         |             |             |
|                          | Geoffrey Denizart        | LP (UPF)                 | DSV                      | 739          | 1,48         |             |             |
|                          | Alexis Dominiak          | MEI (TUPV)               | ECO                      | 709          | 1,42         |             |             |
|                          | Magalie Stortz           | PA                       | ECO                      | 666          | 1,33         |             |             |
|                          | Delphine Rolland         | OP (RPS)                 | REG                      | 444          | 0,89         |             |             |
|                          | Pierre Deidon            | LO                       | DXG                      | 296          | 0,59         |             |             |
|                          | Florian Fimbel,          | CNB (CRIC)               | DIV                      | 277          | 0,55         |             |             |
|                          |                          |                          |                          |              |              |             |             |
| Votes valides            | Votes valides            | Votes valides            | Votes valides            | 49 955       | 98,12        | 46 228      | 93,56       |
| Votes blancs             | Votes blancs             | Votes blancs             | Votes blancs             | 682          | 1,34         | 2 372       | 4,80        |
| Votes nuls               | Votes nuls               | Votes nuls               | Votes nuls               | 274          | 0,54         | 808         | 1,64        |
| Total                    | Total                    | Total                    | Total                    | 50 911       | 100          | 49 408      | 100         |
| Abstention               | Abstention               | Abstention               | Abstention               | 53 162       | 51,08        | 54 678      | 52,53       |
| Inscrits / participation | Inscrits / participation | Inscrits / participation | Inscrits / participation | 104 073      | 48,92        | 104 086     | 47,47       |

#### Quatrième circonscription
Députée sortante : Sereine Mauborgne (La République en marche).
| Candidat                 | Candidat                   | Parti et coalition       | Nuance                   | Premier tour | Premier tour | Second tour | Second tour |
| Candidat                 | Candidat                   | Parti et coalition       | Nuance                   | Voix         | %            | Voix        | %           |
| ------------------------ | -------------------------- | ------------------------ | ------------------------ | ------------ | ------------ | ----------- | ----------- |
|                          | Sereine Mauborgne          | LREM (ENS)               | ENS                      | 14 735       | 28,51        | 22 098      | 46,35       |
|                          | Philippe Lottiaux          | RN                       | RN                       | 12 784       | 24,74        | 25 581      | 53,65       |
|                          | Éric Zemmour               | REC                      | REC                      | 11 983       | 23,19        |             |             |
|                          | Sabine Cristofani-Viglione | LFI (NUPES)              | NUP                      | 6 649        | 12,87        |             |             |
|                          | Marie-Christine Hamel      | LR (UDC)                 | LR                       | 2 454        | 4,75         |             |             |
|                          | Chantal Sarrut             | MHAN (TUPV)              | ECO                      | 1 205        | 2,33         |             |             |
|                          | Sabrina Ribeiro Teixeira   | PA                       | ECO                      | 818          | 1,58         |             |             |
|                          | Valérie Terrazzoni         | EAC                      | ECO                      | 706          | 1,37         |             |             |
|                          | Pascale Morel              | LO                       | DXG                      | 347          | 0,67         |             |             |
|                          |                            |                          |                          |              |              |             |             |
| Votes valides            | Votes valides              | Votes valides            | Votes valides            | 51 681       | 98,55        | 47 679      | 94,49       |
| Votes blancs             | Votes blancs               | Votes blancs             | Votes blancs             | 500          | 0,95         | 1 969       | 3,90        |
| Votes nuls               | Votes nuls                 | Votes nuls               | Votes nuls               | 261          | 0,50         | 811         | 1,61        |
| Total                    | Total                      | Total                    | Total                    | 52 442       | 100          | 50 459      | 100         |
| Abstention               | Abstention                 | Abstention               | Abstention               | 59 944       | 53,34        | 61 946      | 55,11       |
| Inscrits / participation | Inscrits / participation   | Inscrits / participation | Inscrits / participation | 112 386      | 46,66        | 112 405     | 44,89       |

#### Cinquième circonscription
Député sortant : Philippe Michel-Kleisbauer (Mouvement démocrate).
| Candidat                 | Candidat                   | Parti et coalition       | Nuance                   | Premier tour | Premier tour | Second tour | Second tour |
| Candidat                 | Candidat                   | Parti et coalition       | Nuance                   | Voix         | %            | Voix        | %           |
| ------------------------ | -------------------------- | ------------------------ | ------------------------ | ------------ | ------------ | ----------- | ----------- |
|                          | Julie Lechanteux           | RN                       | RN                       | 16 350       | 36,10        | 24 342      | 55,98       |
|                          | Philippe Michel-Kleisbauer | MoDem (ENS)              | ENS                      | 12 355       | 27,28        | 19 142      | 44,02       |
|                          | Robert Caraguel            | LFI (NUPES)              | NUP                      | 5 477        | 12,09        |             |             |
|                          | Baptiste Laroche           | REC                      | REC                      | 4 868        | 10,75        |             |             |
|                          | Jean-Marc Maurin           | LR (UDC)                 | LR                       | 2 894        | 6,39         |             |             |
|                          | Charles Malot              | EAC                      | ECO                      | 1 359        | 3,00         |             |             |
|                          | Brigitte Auloy             | DLF (UPF)                | DSV                      | 820          | 1,81         |             |             |
|                          | Joël Hervé                 | GÉS                      | ECO                      | 580          | 1,28         |             |             |
|                          | Rémi Kranzer               | LO                       | DXG                      | 306          | 0,68         |             |             |
|                          | Nathalie Hollender         | PDF                      | DXD                      | 285          | 0,63         |             |             |
|                          | Anne Des Accords,          | AC (ÉMP)                 | DVD                      | 0            | 0,00         |             |             |
|                          |                            |                          |                          |              |              |             |             |
| Votes valides            | Votes valides              | Votes valides            | Votes valides            | 45 294       | 98,13        | 43 484      | 95,21       |
| Votes blancs             | Votes blancs               | Votes blancs             | Votes blancs             | 574          | 1,24         | 1 542       | 3,38        |
| Votes nuls               | Votes nuls                 | Votes nuls               | Votes nuls               | 287          | 0,62         | 645         | 1,41        |
| Total                    | Total                      | Total                    | Total                    | 46 155       | 100          | 45 671      | 100         |
| Abstention               | Abstention                 | Abstention               | Abstention               | 55 580       | 54,63        | 56 080      | 55,11       |
| Inscrits / participation | Inscrits / participation   | Inscrits / participation | Inscrits / participation | 101 735      | 45,37        | 101 751     | 44,89       |

#### Sixième circonscription
Députée sortante : Valérie Gomez-Bassac (La République en marche).
| Candidat                 | Candidat                 | Parti et coalition       | Nuance                   | Premier tour | Premier tour | Second tour | Second tour |
| Candidat                 | Candidat                 | Parti et coalition       | Nuance                   | Voix         | %            | Voix        | %           |
| ------------------------ | ------------------------ | ------------------------ | ------------------------ | ------------ | ------------ | ----------- | ----------- |
|                          | Frank Giletti            | RN                       | RN                       | 19 832       | 34,31        | 30 241      | 56,63       |
|                          | Valérie Gomez-Bassac     | LREM (ENS)               | ENS                      | 13 988       | 24,20        | 23 164      | 43,37       |
|                          | Alain Bolla              | PCF (NUPES)              | NUP                      | 10 289       | 17,80        |             |             |
|                          | Elisabeth Lalesart       | VIA                      | REC                      | 4 366        | 7,55         |             |             |
|                          | Jean-Michel Constans     | LR (UDC)                 | LR                       | 3 619        | 6,26         |             |             |
|                          | Laurence Luccioni        | LT-LNE (TUPV)            | ECO                      | 1 365        | 2,36         |             |             |
|                          | Didier Cade              | OP (RPS)                 | REG                      | 958          | 1,66         |             |             |
|                          | Chantal Lopez            | DLF (UPF)                | DSV                      | 884          | 1,53         |             |             |
|                          | Joël Virriat             | EAC                      | ECO                      | 849          | 1,47         |             |             |
|                          | Hervé Rigaud             | PA                       | ECO                      | 687          | 1,19         |             |             |
|                          | Jean-Christophe Thiery,  | CNB (CRIC)               | DIV                      | 418          | 0,72         |             |             |
|                          | Louis Gueyrard           | LO                       | DXG                      | 334          | 0,58         |             |             |
|                          | Daniel Rogier            | POID                     | DVG                      | 213          | 0,37         |             |             |
|                          |                          |                          |                          |              |              |             |             |
| Votes valides            | Votes valides            | Votes valides            | Votes valides            | 57 802       | 98,21        | 53 405      | 93,79       |
| Votes blancs             | Votes blancs             | Votes blancs             | Votes blancs             | 799          | 1,36         | 2 689       | 4,72        |
| Votes nuls               | Votes nuls               | Votes nuls               | Votes nuls               | 254          | 0,43         | 846         | 1,49        |
| Total                    | Total                    | Total                    | Total                    | 58 855       | 100          | 56 940      | 100         |
| Abstention               | Abstention               | Abstention               | Abstention               | 68 652       | 53,84        | 70 584      | 55,35       |
| Inscrits / participation | Inscrits / participation | Inscrits / participation | Inscrits / participation | 127 507      | 46,16        | 127 524     | 44,65       |

#### Septième circonscription
Députée sortante : Émilie Guerel (La République en marche).
| Candidat                 | Candidat                 | Parti et coalition       | Nuance                   | Premier tour | Premier tour | Second tour | Second tour |
| Candidat                 | Candidat                 | Parti et coalition       | Nuance                   | Voix         | %            | Voix        | %           |
| ------------------------ | ------------------------ | ------------------------ | ------------------------ | ------------ | ------------ | ----------- | ----------- |
|                          | Frédéric Boccaletti      | RN                       | RN                       | 13 185       | 28,70        | 22 311      | 52,05       |
|                          | Cécile Muschotti,        | LREM-EC-UCE (ENS)        | ENS                      | 12 226       | 26,62        | 20 557      | 47,95       |
|                          | Basma Bouchkara          | GE (NUPES)               | NUP                      | 6 830        | 14,87        |             |             |
|                          | Romain Vincent           | LR (UDC)                 | LR                       | 5 145        | 11,20        |             |             |
|                          | Charles Iannessi         | REC                      | REC                      | 4 371        | 9,52         |             |             |
|                          | Bouchra Réano            | PS diss.                 | DVG                      | 972          | 2,12         |             |             |
|                          | Laurile Koscielski       | EAC                      | ECO                      | 818          | 1,78         |             |             |
|                          | Régine Clanet            | LP (UPF)                 | DSV                      | 678          | 1,48         |             |             |
|                          | Marie-Eve Perru          | MEI (TUPV)               | DVC                      | 675          | 1,47         |             |             |
|                          | Louis Monnier            | PA                       | ECO                      | 612          | 1,33         |             |             |
|                          | Ricardo Candido Da Silva | LO                       | DXG                      | 258          | 0,56         |             |             |
|                          | Magali Bermudez          | CNB (CRIC)               | DIV                      | 166          | 0,36         |             |             |
|                          |                          |                          |                          |              |              |             |             |
| Votes valides            | Votes valides            | Votes valides            | Votes valides            | 45 936       | 98,36        | 42 868      | 93,79       |
| Votes blancs             | Votes blancs             | Votes blancs             | Votes blancs             | 570          | 1,22         | 2 194       | 4,80        |
| Votes nuls               | Votes nuls               | Votes nuls               | Votes nuls               | 197          | 0,42         | 644         | 1,41        |
| Total                    | Total                    | Total                    | Total                    | 46 703       | 100          | 45 706      | 100         |
| Abstention               | Abstention               | Abstention               | Abstention               | 58 479       | 55,60        | 59 483      | 56,55       |
| Inscrits / participation | Inscrits / participation | Inscrits / participation | Inscrits / participation | 105 182      | 44,40        | 105 189     | 43,45       |

#### Huitième circonscription
Député sortant : Fabien Matras (La République en marche).
| Candidat                 | Candidat                 | Parti et coalition       | Nuance                   | Premier tour | Premier tour | Second tour | Second tour |
| Candidat                 | Candidat                 | Parti et coalition       | Nuance                   | Voix         | %            | Voix        | %           |
| ------------------------ | ------------------------ | ------------------------ | ------------------------ | ------------ | ------------ | ----------- | ----------- |
|                          | Philippe Schreck         | RN                       | RN                       | 15 474       | 30,66        | 25 576      | 54,93       |
|                          | Fabien Matras            | LREM (ENS)               | ENS                      | 12 876       | 25,51        | 20 988      | 45,07       |
|                          | Catherine Jouanneau      | LFI (NUPES)              | NUP                      | 9 484        | 18,79        |             |             |
|                          | Vanessa Lucido           | CNIP                     | REC                      | 4 657        | 9,23         |             |             |
|                          | Guillaume Jublot         | LR (UDC)                 | LR                       | 2 735        | 5,42         |             |             |
|                          | Claudine Razeau          | MHAN (TUPV)              | ECO                      | 1 294        | 2,56         |             |             |
|                          | Michel Rezk              | LMR                      | DIV                      | 1 100        | 2,18         |             |             |
|                          | Stéphane Simon           | GF (UPF)                 | DSV                      | 814          | 1,61         |             |             |
|                          | Emmanuel Le Lostec       | EAC                      | ECO                      | 770          | 1,53         |             |             |
|                          | Virginie Bourreau        | PA                       | ECO                      | 543          | 1,08         |             |             |
|                          | Marie-Claire Carbonnel   | OP (RPS)                 | REG                      | 389          | 0,77         |             |             |
|                          | Ludovic Martin           | LO                       | DXG                      | 339          | 0,67         |             |             |
|                          |                          |                          |                          |              |              |             |             |
| Votes valides            | Votes valides            | Votes valides            | Votes valides            | 50 475       | 98,22        | 46 564      | 93,23       |
| Votes blancs             | Votes blancs             | Votes blancs             | Votes blancs             | 671          | 1,31         | 2 417       | 4,84        |
| Votes nuls               | Votes nuls               | Votes nuls               | Votes nuls               | 246          | 0,48         | 965         | 1,93        |
| Total                    | Total                    | Total                    | Total                    | 51 392       | 100          | 49 946      | 100         |
| Abstention               | Abstention               | Abstention               | Abstention               | 57 769       | 52,92        | 59 230      | 54,25       |
| Inscrits / participation | Inscrits / participation | Inscrits / participation | Inscrits / participation | 109 161      | 47,08        | 109 176     | 45,75       |